# Reinhold Staudt
Reinhold Alfred Staudt (* 16. September 1928 in Weilmünster; † 11. September 1978 in Darmstadt) war ein deutscher Politiker (SPD). Er war von 1976 bis zu seinem Tod 1978 Mitglied des Deutschen Bundestages.

## Leben
Nach dem Abitur 1948 am Gymnasium in Bensheim studierte Staudt Germanistik, Volkskunde und Soziologie an den Universitäten in Heidelberg und Frankfurt am Main. 1957 wurde er mit dem Thema Studien zum Patenbrauch in Hessen zum Dr. phil. promoviert. Staudt arbeitete von 1952 bis 1956 als Verlagsanstellter und schlug später eine Beamtenlaufbahn bei der Stadt Darmstadt ein. Er war von 1956 bis 1960 Geschäftsführer des Darmstädter Verkehrsvereins und im Anschluss Leiter der städtischen Pressestelle. 1963 übernahm er die Leitung des Verkehrs- und Werbeamtes und von 1971 bis 1973 war er Presse- und Kulturreferent der Stadt. 1970 erfolgte seine Ernennung zum Magistratsdirektor. Von 1973 bis 1976 war er als hauptamtlicher Stadtrat für das Dezernat Schule, Jugend und Sport zuständig.
Neben seiner beruflichen Tätigkeit arbeitete Staudt ab 1955 als Redakteur für den Kultur- und Veranstaltungskalender Lebendiges Darmstadt. Weiterhin wirkte er als Autor und Herausgeber volkskundlicher Schriften. Von 1976 bis 1978 war er Mitglied und Geschäftsführer der Künstlervereinigung Neue Darmstädter Sezession.
Staudt trat 1960 in die SPD ein und wurde später Mitglied im SPD-Unterbezirksvorstand Darmstadt-Stadt. Bei der Bundestagswahl 1976 wurde er im Wahlkreis 145 (Darmstadt) direkt in den Deutschen Bundestag gewählt, dem er bis zu seinem Tode am 11. September 1978 angehörte. Für ihn rückte Albert Nehm über die Landesliste Hessen nach. Seit Oktober 1977 war Staudt Mitglied des Sportausschusses sowie des Ausschusses für Bildung und Wissenschaft.
Ihm zu Ehren wurde am 29. Mai 1996 der Reinhold-Staudt-Platz in Darmstadt-Eberstadt benannt.

## Veröffentlichungen
- Studien zum Patenbrauch in Hessen. (Dissertation), Darmstadt 1958.
- Gegenwart und Tradition. Gesammelte Prosa. (= Darmstädter Schriften. Band 48), Justus von Liebig Verlag, Darmstadt 1981.